# 箕之战
箕之战，發生於前627年（周襄王二十五年、鲁僖公三十三年、晋襄公元年），晋襄公率军攻打在箕（在山西省蒲县东北）击败白狄的作战。
前627年，狄军攻打晋国，到达箕地。八月二十二日，晋襄公在箕地打败狄军。郤缺俘虏了白狄首领白狄子。先轸革除了狼瞫车右的职位以续简伯替代，狼瞫对此十分愤怒。先轸因为在崤之战之后，对晋襄公不敬，脱下头盔冲入狄军中，死在战阵上。狄人送回他的脑袋，面色像活着一样。